# Walking on a Thin Line
Walking on Thin Line est un album de Guano Apes, sorti en 2003.

## Pistes
1. You Can't Stop Me
2. Dick
3. Kiss the Dawn
4. Pretty in Scarlet
5. Diokhan
6. Quietly
7. High
8. Sing That Song
9. Scratch the Pitch
10. Plastic Mouth
11. Storm
12. Sugar Skin